# دونالد سیندن
دونالد سیندن (انگلیسی: Donald Sinden؛ ‏ ۹ اکتبر ۱۹۲۳ – ۱۲ سپتامبر ۲۰۱۴) بازیگر اهل بریتانیا بود. وی بین سال‌های ۱۹۴۲ تا ۲۰۱۲ میلادی فعالیت می‌کرد.
از فیلم‌ها یا برنامه‌های تلویزیونی که وی در آن نقش داشته‌است، می‌توان به روز شغال، موگامبو، دریای بی‌رحم، سیمبا، محاصره خیابان سیدنی و کودکان اشاره کرد.